# Caudron
Caudron (celým názvem Société des avions Caudron) byl francouzský letecký výrobce založený v roce 1909 bratry Gastonem Caudronem (1882–1915) a René Caudronem (1884–1959) (původně pod názvem Aéroplanes Caudron Frères). Byl to jeden z prvních leteckých výrobců ve Francii a vyráběl vojenská letadla, která bojovala v I. i II. světové válce.
V roce 1933 jej po finančních obtížích odkoupil koncern Renault, poté se jmenovala Société anonyme des avions Caudron (známější název byl Caudron-Renault) a pokračovala ve vývoji a výrobě letadel. Po II. světové válce byla znárodněna a zanikla.

## Přehled letadel
- Hydroaéroplane Caudron-Fabre[4]
- Caudron Type A[5]
- Caudron Type B.2[6]
- Caudron Type C
- Caudron Type D[7]
- Caudron Type E
- Caudron Type F[8]
- Caudron Type G[9]
- Caudron G.2[10]
- Caudron G.3
- Caudron G.4
- Caudron G.6
- Caudron Type H[11]
- Caudron Type J
- Caudron Type K
- Caudron Type L[12]
- Caudron Type M
- Caudron Type N
- Caudron Type O[13]
- Caudron O.2
- Caudron R[14]
- Caudron R.3
- Caudron R.4
- Caudron R.5
- Caudron R.6
- Caudron R.8
- Caudron R.9
- Caudron R.10
- Caudron R.11
- Caudron R.12
- Caudron R.14
- Caudron R.15
- Caudron R.19
- Caudron C.20
- Caudron C.21[15]
- Caudron C.22[16]
- Caudron C.23[17]
- Caudron C.25[18]
- Caudron C.27[19]
- Caudron C.33[20]
- Caudron C.37[21]
- Caudron C.39[22]
- Caudron C.43[23]
- Caudron C.51
- Caudron C.59
- Caudron C.60
- Caudron C.61
- Caudron C.61bis
- Caudron C.65[24]
- Caudron C.66[25]
- Caudron C.67[26]
- Caudron C.68[27]
- Caudron C.74[28]
- Caudron C.77
- Caudron C.81
- Caudron C.91
- Caudron C.92
- Caudron C.97
- Caudron C.98
- Caudron C.101[29]
- Caudron C.103[30]
- Caudron C.104[31]
- Caudron C.107[32]
- Caudron C.109
- Caudron C.110[33]
- Caudron C.113[34]
- Caudron C.117[35]
- Caudron C.125[36]
- Caudron C.127[37]
- Caudron C.128
- Caudron C.128/2[38]
- Caudron C.140[39]
- Caudron C.150
- Caudron C.157[40]
- Caudron C.159[41]
- Caudron C.160
- Caudron C.161[42]
- Caudron C.168[43]
- Caudron C.180[44]
- Caudron C.183
- Caudron C.190
- Caudron C.191
- Caudron C.192
- Caudron C.193
- Caudron C.220[45]
- Caudron C.221[46]
- Caudron C.230
- Caudron C.232
- Caudron C.240
- Caudron C.250
- Caudron C.251[47]
- Caudron C.270 Luciole
- Caudron C.272 Luciole
- Caudron C.272/2 Luciole
- Caudron C.272/3 Luciole
- Caudron C.272/4 Luciole
- Caudron C.272/5 Luciole
- Caudron C.273 Luciole
- Caudron C.275 Luciole
- Caudron C.280 Phalene
- Caudron C.280/2 Phalene
- Caudron C.280/6 Phalene
- Caudron C.280/9 Phalene
- Caudron C.282 Super Phalene
- Caudron C.282/4 Super Phalene
- Caudron C.282/8 Super Phalene
- Caudron C.282/10 Super Phalene
- Caudron C.286 Super Phalene
- Caudron C.286/2 Super Phalene
- Caudron C.286/2.S4 Super Phalene
- Caudron C.286/4 Super Phalene
- Caudron C.286/5 Super Phalene
- Caudron C.286/6 Super Phalene
- Caudron C.286/7 Super Phalene
- Caudron C.286/8 Super Phalene
- Caudron C.286/9 Super Phalene
- Caudron C.289 Super Phalene
- Caudron C.289/2 Super Phalene

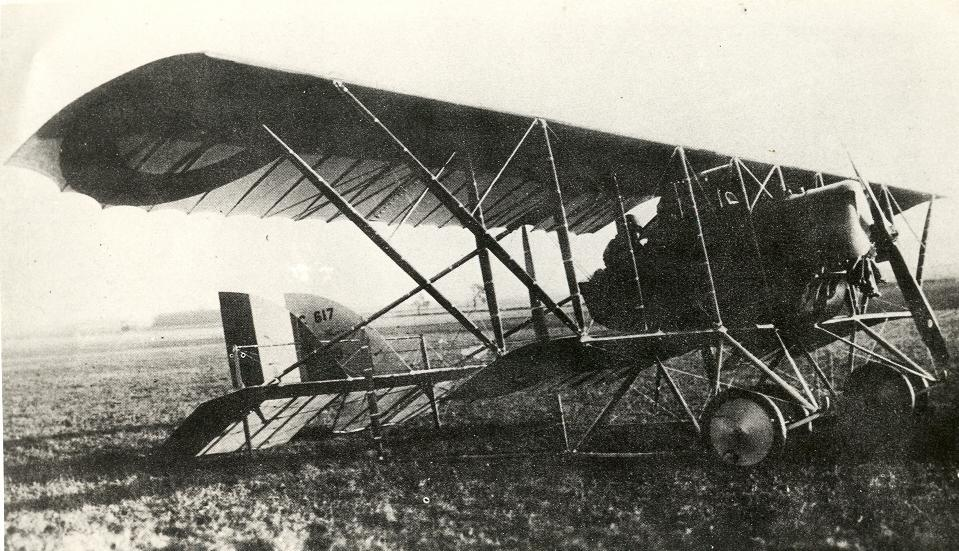
Caudron G.3

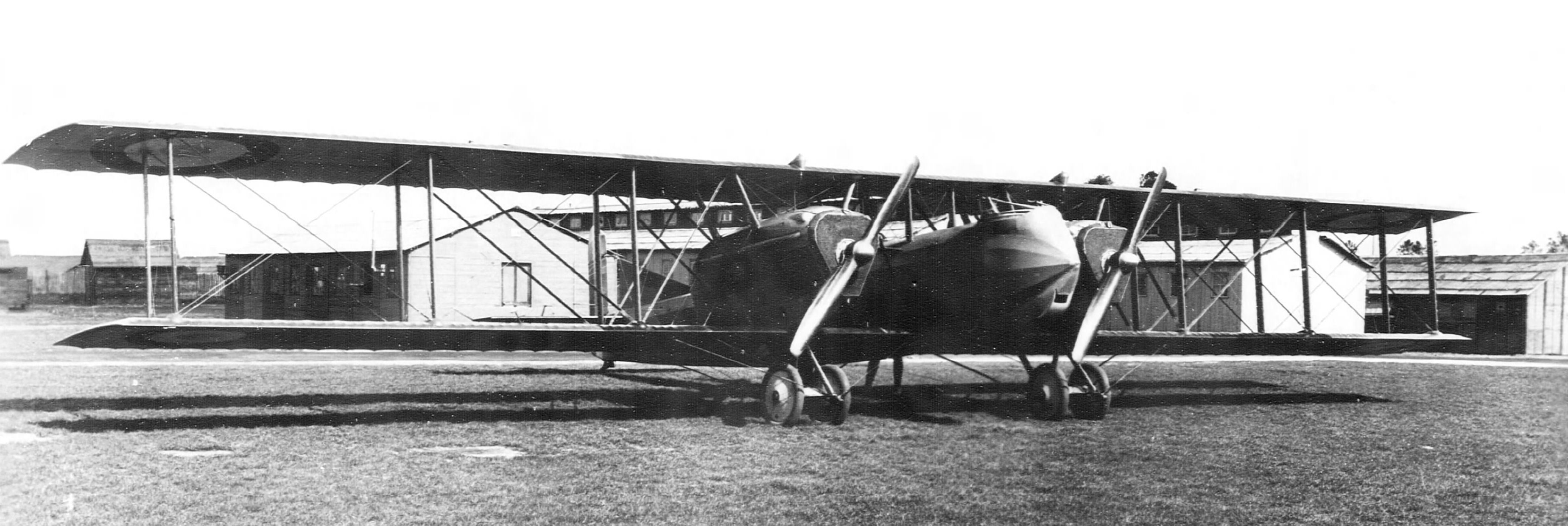
Caudron R.11

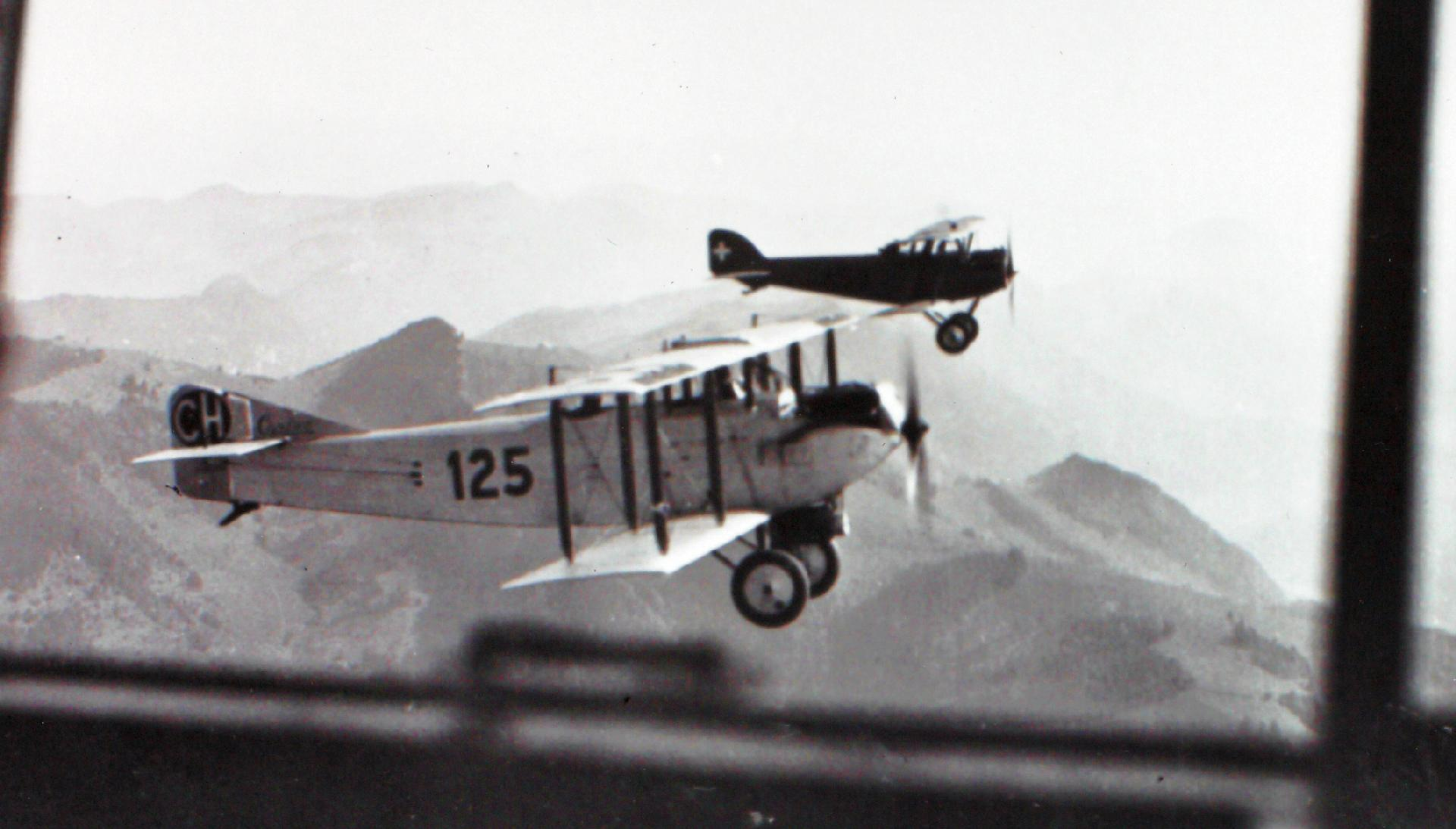
Caudron C.59 (letadlo vepředu)

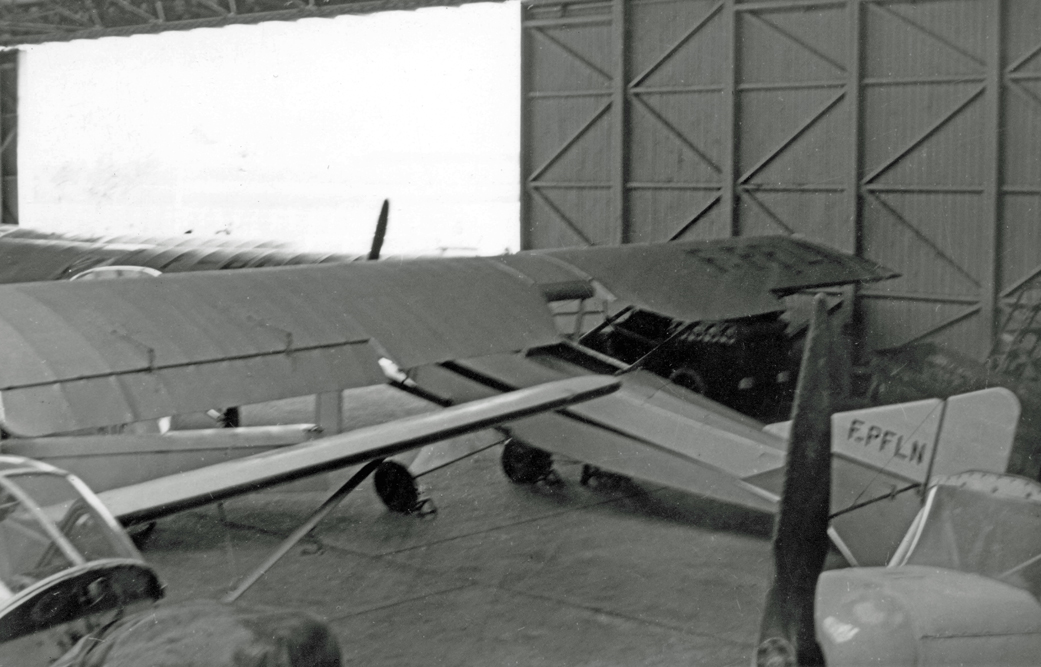
Caudron C.109

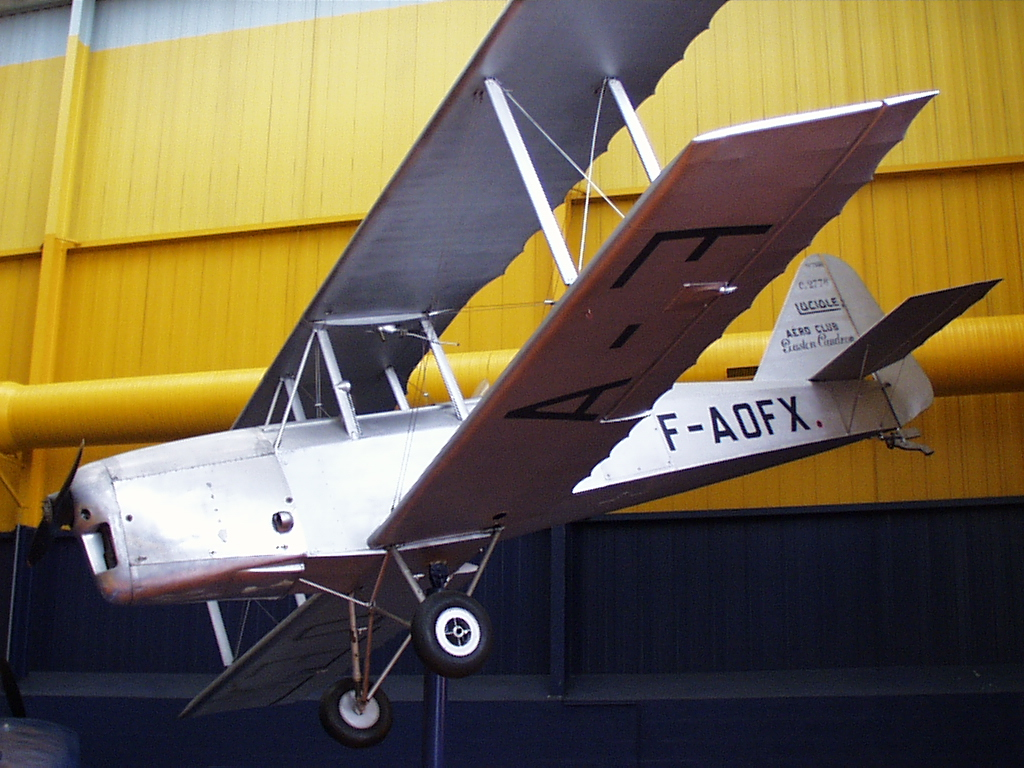
Caudron C.270

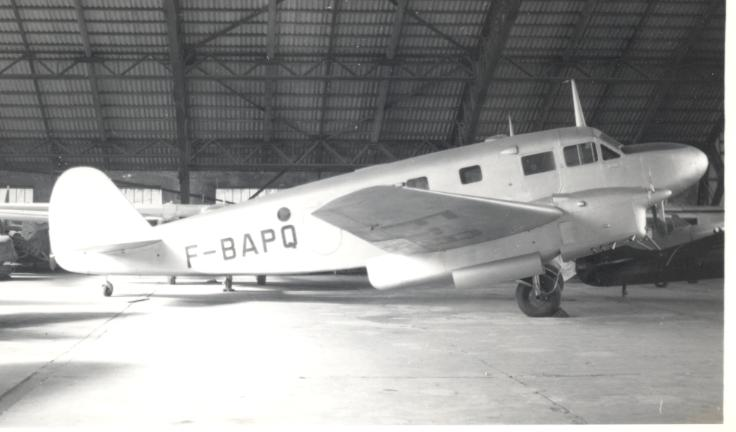
Caudron C.440

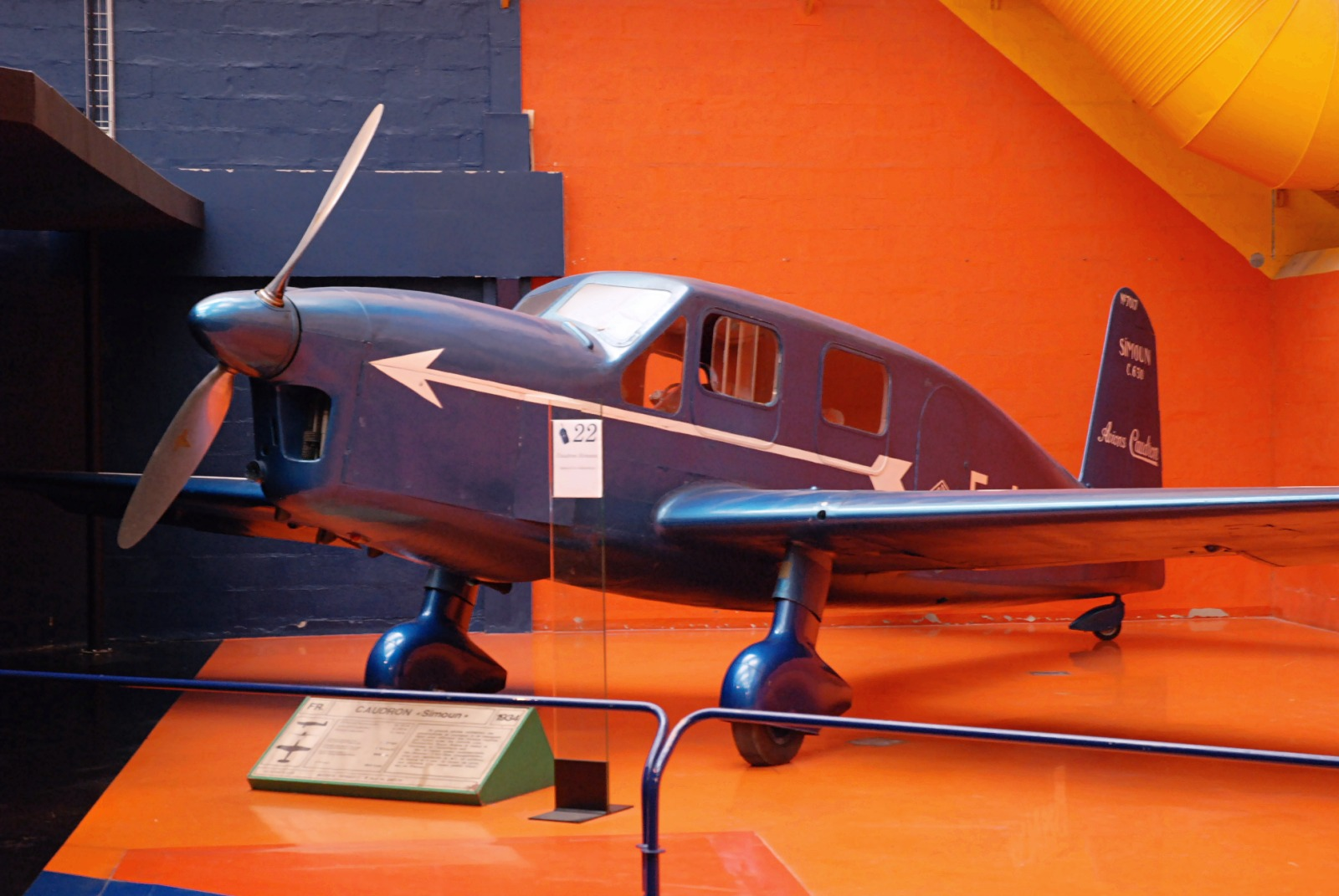
Caudron Simoun

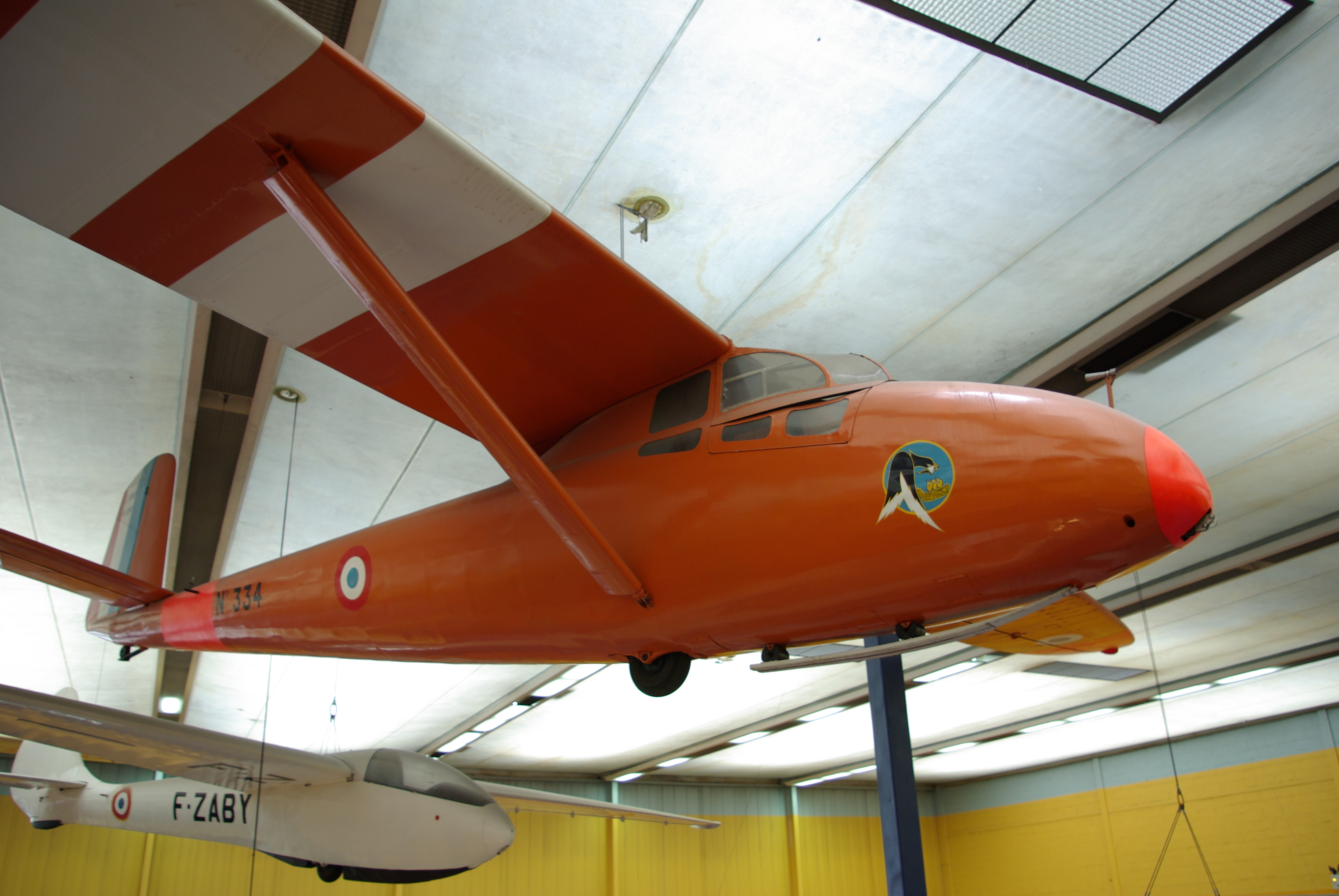
Caudron C.800

- Caudron C.340 Miero Phalene zřejmě má být Micro Phalene
- Caudron C.344 Phalène Junior
- Caudron C.360
- Caudron C.362[48]
- Caudron C.366[49]
- Caudron C.400Super Phalene
- Caudron C.401Super Phalene
- Caudron C.410Super Phalene
- Caudron C.430 Rafale[50]
- Caudron C.430/1[51]
- Caudron C.440 Goéland
- Caudron C.441 Goéland
- Caudron C.444 Goéland
- Caudron C.445 Goéland
- Caudron C.445/1 Goéland
- Caudron C.445/2 Goéland
- Caudron C.445/3 Goéland
- Caudron C.445M Goéland
- Caudron C.445R Goéland
- Caudron C.446 Super Goéland
- Caudron C.447 Goéland
- Caudron C.448 Goéland
- Caudron C.449 Goéland
- Caudron C.449/1 Goéland
- Caudron C.449/2 Goéland
- Caudron C.449/3 Goéland
- Caudron C.449/4 Goéland
- Caudron C.449/5 Goéland
- Caudron C.450
- Caudron C.460
- Caudron C.461
- Caudron C.480 Frégate
- Caudron C.490[52]
- Caudron C.491[53]
- Caudron C.500 Simoun I
- Caudron C.510 Pélican
- Caudron C.520 Simoun
- Caudron C.530 Rafale[54]
- Caudron C.560
- Caudron C.561[55]
- Caudron C.570 Kangourou[56]
- Caudron C.580[57]
- Caudron C.600 Aiglon
- Caudron C.601 Aiglon
- Caudron C.610 Aiglon
- Caudron C.620 Simoun IV
- Caudron C.630 Simoun
- Caudron C.631 Simoun
- Caudron C.632 Simoun
- Caudron C.634 Simoun
- Caudron C.635 Simoun
- Caudron C.635M Simoun
- Caudron C.640 Typhon
- Caudron C.641 Typhon
- Caudron C.660 Rafale[58]
- Caudron C.670 Typhon[59]
- Caudron C.680[60]
- Caudron C.684[61]
- Caudron C.685 Super Rafale[62]
- Caudron C.690
- Caudron C.710 Cyclone
- Caudron C.711 Cyclone
- Caudron C.712 Cyclone
- Caudron C.713 Cyclone
- Caudron C.714 Cyclone
- Caudron C.720 Cyclone
- Caudron-Renault CR.760 Cyclone
- Caudron-Renault CR.770 Cyclone
- Caudron C.800 Epervier
- Caudron C.801
- Caudron C.810
- Caudron C.811
- Caudron C-815
- Caudron C.860[63]
- Caudron C.870[64]
- Caudron C.880[65]
- Caudron KXC
- Caudron Navy Experimental Type C Trainer
- Caudron LEI